# Liga Guineense dos Direitos Humanos
A Liga Guineense dos Direitos Humanos é uma organização não governamental da Guiné-Bissau dedicada à defesa, protecção dos direitos e liberdades da pessoa humana.
Com sede em Bissau, foi fundada a 12 de Agosto de 1991. Foi um dos principais atores na luta pela abolição da pena de morte da Guiné-Bissau, nos anos 1990.
Produz regularmente relatórios sobre a situação dos direitos humanos na Guiné-Bissau.